# Eau de chlore
L'eau de chlore est la solution de dichlore dans l'eau.
À 10 °C (et à pression atmosphérique normale), un volume d'eau peut dissoudre 3,10 volumes de dichlore. Par contre à 30 °C, l'eau n'en dissout plus que 1,77 volume.

## Réaction chlore-eau
En solution aqueuse, le dichlore subit une dismutation : il réagit avec l'eau, formant alors une réaction d'équilibre entre le dichlore (dissout), l'acide hypochloreux (HClO), et l'acide chlorhydrique (HCl), selon :
Cl2 + H2O  {\displaystyle \rightleftharpoons }  HClO + HCl
En milieu acide, les composés majoritaires sont Cl2 et HClO. Tandis qu'en solution alcaline, seul l'ion hypochlorite ClO− est présent. ClO2−, ClO3−, ClO4− sont aussi présents en très faibles concentrations.